# 離心率ベクトル
天体力学における離心率ベクトル {\displaystyle \mathbf {e} } とは、軌道の遠点から近点への向きに平行で、大きさが軌道離心率と等しいベクトルである。ケプラー則に従う軌道では、離心率ベクトルは保存する。離心率ベクトルは、摂動下での真円に近い軌道の解析に有用である。このとき、非ケプラー的な摂動は離心率ベクトルを連続的に変化させる。

## 表現
離心率ベクトル {\displaystyle \mathbf {e} } は次の式で与えられる： 
{\displaystyle \mathbf {e} ={\frac {\mathbf {v} \times \mathbf {h} }{\mu }}-{\frac {\mathbf {r} }{|\mathbf {r} |}}=\left({\frac {|\mathbf {v} |^{2}}{\mu }}-{\frac {1}{|\mathbf {r} |}}\right)\mathbf {r} -{\frac {\mathbf {r} \cdot \mathbf {v} }{\mu }}\mathbf {v} .}
2つ目の等号は次の恒等式から従う：
{\displaystyle \mathbf {v} \times (\mathbf {r} \times \mathbf {v} )=(\mathbf {v} \cdot \mathbf {v} )\mathbf {r} -(\mathbf {r} \cdot \mathbf {v} )\mathbf {v} .}
ここで、
- {\displaystyle \mathbf {r} }：位置ベクトル
- {\displaystyle \mathbf {v} }：速度ベクトル
- {\displaystyle \mathbf {h} =\mathbf {r} \times \mathbf {v} }：単位質量当たりの角運動量ベクトル
- {\displaystyle \mu =GM}：万有引力定数と主星質量の積

である。

## 参照
- 軌道

- ケプラーの法則
- 離心率
- ルンゲ=レンツベクトル